# Martinet menut collgroc
El martinet menut collgroc (Botaurus flavicollis; syn: Ixobrychus flavicollis) és una espècie d'ocell de la família dels ardèids (Ardeidae), única espècie del gènere Dupetor, si bé alguns autors l'han inclòs a Ixobrychus. Habita pantans, canyars, selva empantanegada i aiguamolls al sud del Pakistan, localment a l'Índia, el Nepal, Sri Lanka, sud-est de la Xina, Hainan i Taiwan, les illes Maldives, Sud-est asiàtic, illes Grans de la Sonda, illa de Timor, Filipines, Moluques, illes Kai i Aru, Nova Guinea, Arxipèlag de Bismarck, illes Salomó i costa oest, nord i est d'Austràlia.

## Taxonomia
El martinet menut collgroc anteriorment estava classificat en el gènere Ixobrychus. Però un estudi filogenètic molecular de la família dels ardèids publicat el 2023 va trobar que Ixobrychus era parafilètic i per crear gèneres monofilètics, Ixobrychus es va fusionar amb el gènere Botaurus que havia estat introduït el 1819 pel naturalista anglès James Francis Stephens.